# Чебеньки (аеродром)
Чебеньки — військовий аеродром в Оренбурзькій області РФ поблизу села Чебеньки, на ньому знаходиться сховище для літаків МіГ-23, великої кількості Су-24 (біля 200), Су-17 і гелікоптерів Мі-6 та Мі-8.

## Історія
Будівництво аеродрому було заплановано в 1952 і почалось наступного року. В цьому ж 1953 році почалося формування 904-го навчального авіаційного полку, який у 1954 був перебазований на новопобудований аеродром Чебеньки. На оснащенні полку знаходились літаки Іл-28, на яких  проводилось навчання курсантів до 1979 року, починаючи, з 1980 року почали використовувати Л-29. У грудні 1992 року 904-й полк та супутні частини забезпечення були розформовані. На їх базі було сформовано базу резерву літаків.
В 1972 на території гарнізону Чебеньки було сформовано пошуково-командний пункт, окрему 118-у вертолітну ескадрилью (яка існувала до 2007 року). Протягом наступних років ці частини виконували завдання щодо забезпечення запуску, супроводу, подальшого пошуку та евакуації космічних апаратів на території Оренбурзької області та у межах полігону Байконур. Особовий склад вертолітної ескадрильї брав участь у ліквідації наслідків аварії на Чорнобильській АЕС та техногенної катастрофи під Уфою.